# Vltavský kraj
Vltavský kraj (latinsky Circulus Moldaviensis, německy Moldauer Kreis) nebo jen Vltavsko byl malý český historický kraj, jehož pojmenování se odvíjí od řeky Vltavy. Přesto však zahrnoval převážně jen pravobřežní část, území na levém břehu spadalo pod Podbrdský kraj. Vznikl za vlády krále Jiřího z Poděbrad v roce 1458 vyčleněním z Bechyňského kraje. Zanikl roku 1714 sloučením s Podbrdskem do nového Berounského kraje.

## Historie

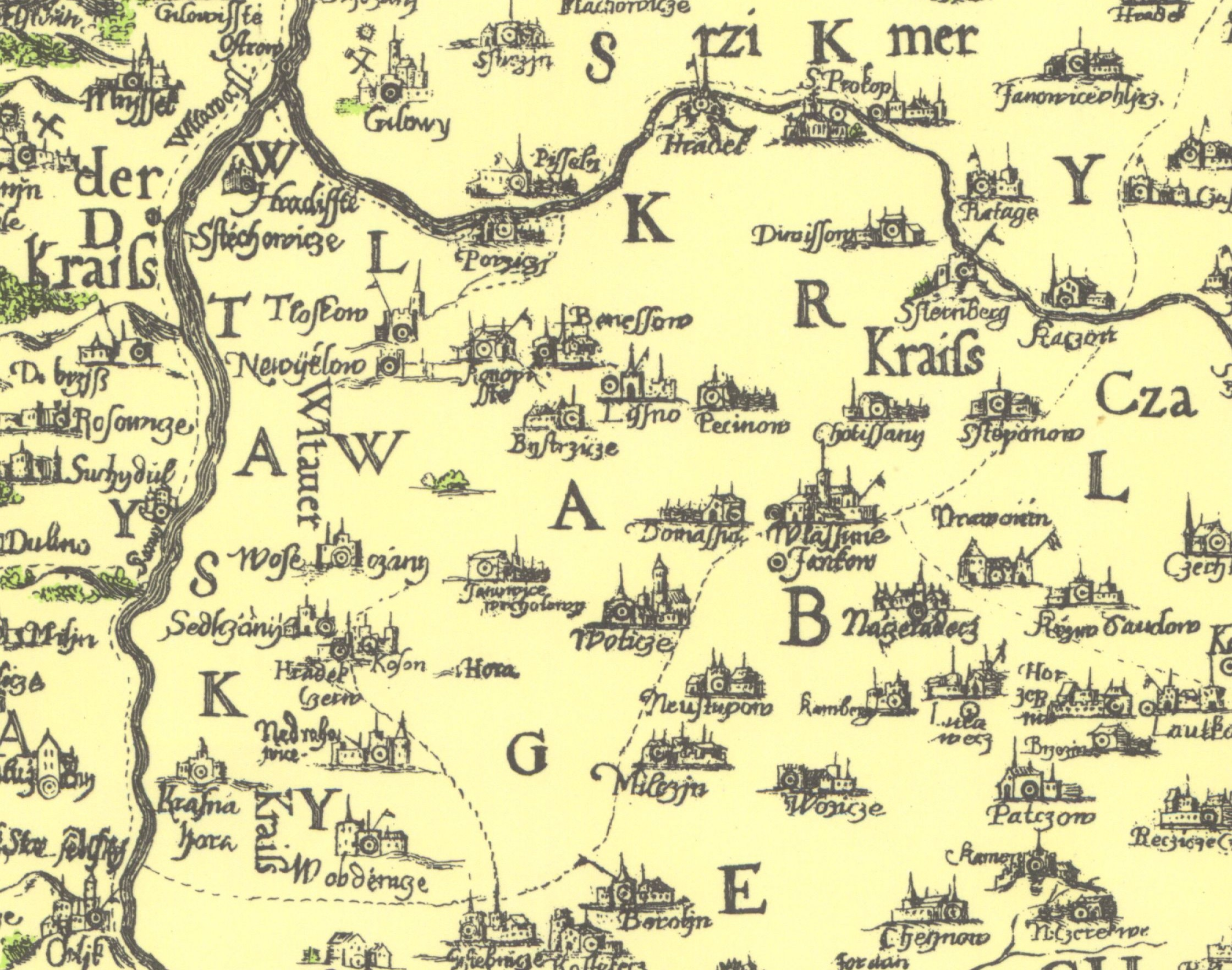
Nejstarší vyobrazení Vltavského kraje na Aretinově mapě z roku 1619

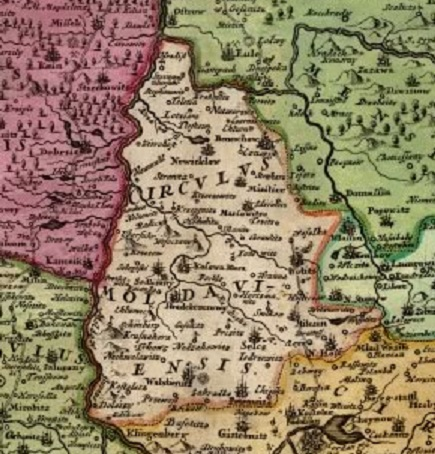
Vltavský kraj na Vogtově mapě z roku 1712

První písemná zmínka o Vltavsku pochází z roku 1088. Jeho centrem tehdy mohlo být hradiště Hradeň u Kozárovic. Vltavský kraj, latinsky „Districtus Vltaviensis“, byl původně severní částí Bechyňského kraje, od něhož se oddělil za vlády Jiřího z Poděbrad zhruba v rozmezí vltavského děkanátu.
Vltavský kraj byl nejmenší český kraj a správní centrum neměl, některé jeho funkce postupně přijalo poddanské město Sedlčany. Reformou krajů v roce 1714 byly Pobrdský a Vltavský kraj sloučeny do nového Berounského kraje se sídlem v městě Berouně. Při solním sčítání v roce 1702 bylo zjištěno ve Vltavském kraji 16 509 křesťanů a 200 židů, dohromady tedy 16 709 obyvatel nad 10 let.

## Sídla v kraji roku 1654
Místa v kraji Vltavském z roku 1654, označená v berní rule tohoto kraje jako města a městečka

### Města
| Jméno města | stav                                            | obyvatel roku 1702* | počet budov roku 1830 | obyvatelstvo přítomné roku 1830 | obyvatelstvo domácí roku 1830 |
| ----------- | ----------------------------------------------- | ------------------- | --------------------- | ------------------------------- | ----------------------------- |
| Sedlčany    | poddanské, panské město, panství Vysoký Chlumec | 482                 | 281                   | 1623                            | 1696                          |

(* Roku 1702 jsou obyvatelé nad 10 let.)

### Městečka
| Jméno městečka     | stav                                               | počet budov roku 1830 | obyvatelstvo přítomné roku 1830 | obyvatelstvo domácí roku 1830 |
| ------------------ | -------------------------------------------------- | --------------------- | ------------------------------- | ----------------------------- |
| Votice             | poddanské, panské městečko, panství Votice         | 202                   | 1587                            | 1692                          |
| Neveklov           | poddanské, panské městečko, panství Tloskov        | 132                   | 911                             | 963                           |
| Kosova Hora        | poddanské, panské městečko, panství Kosova Hora    | 109                   | 783                             | 813                           |
| Sedlec u Sedlčan   | poddanské, panské městečko, panství Vysoký Chlumec | 114                   | 752                             | 787                           |
| Prčice             | poddanské, panské městečko, panství Prčice         | 120                   | 701                             | 743                           |
| Netvořice          | poddanské, panské městečko, panství Lešany         | 92                    | 600                             | 633                           |
| Krásná Hora        | poddanské, panské městečko, panství Vysoký Chlumec | 80                    | 575                             | 591                           |
| Maršovice          | poddanské, panské městečko, panství Tloskov        | 90                    | 546                             | 552                           |
| Vysoký Chlumec     | poddanské, panské městečko, panství Vysoký Chlumec | 60                    | 496                             | 494                           |
| Kamýk nad Vltavou  | poddanské, panské městečko, panství Vysoký Chlumec | 64                    | 384                             | 401                           |
| Vrchotovy Janovice | poddanské, panské městečko, panství Janovice       | 31                    | 211                             | 212                           |

## Významní hejtmané
- 1563/1564 Jan starší [Říčanský] z Říčan na Janovicích a Mikuláš Vrchotický z Loutkova na Vrchoticích
- 1565/1566 Mikuláš [Říčanský] z Říčan na Janovicích a Mikuláš Velemyský z Velemyšlovsi na Týnci
- 1567/1568 Jan [Říčanský] z Říčan na Kosově Hoře a Zikmund Valkoun z Adlaru na Červeném Hrádku
- 1568/1569 Mikuláš [Říčanský] z Říčan na Janovicích a Jan Břízský z Břízy na Osečanech
- 1569/1570 Heřman Říčanský z Říčan na Janovicích, Jan Říčanský z Říčan na Kosově Hoře 1564 a Jan Velemyský z Velemyšlovsi na Týnci nad Sázavou
- 1571/1572 Jan [Říčanský] z Říčan na Kosově Hoře a Petr Mitrovský z Nemyšle
- 1572/1573 Mikuláš [Říčanský] z Říčan na Janovicích a Jan Černín z Chuděnic na Nedražovicích
- 1573/1574 Zikmund [Říčanský] z Říčan na Křešicích a Adam Řepa z Neveklova na Tloskově
- 1574/1575 Vlachyň [Říčanský] z Říčan na Janovicích a Petr Smrčka ze Mnichu na Krašovicích
- 1575/1576 Mikuláš [Říčanský] z Říčan na Janovicích a Jan Černín z Chuděnic na Nedražovicích
- 1576/1577 Heřman Říčanský z Říčan na Kosově Hoře a Bohuchval Dvořecký z Olbramovic na Maršovicích
- 1578/1579 Heřman [Říčanský] z Říčan na Kosově Hoře a Bernart Velemyský z Velemyšlovsi na Týncích
- 1581/1582 Hynek z Roupova na Janovicích a Bernart starší [Hodějovský] z Hodějova na Tloskově
- 1583/1584 Hynek z Roupova na Janovicích a Bernart Hodějovský z Hodějova na Tloskově
- 1588/1589 Jan z Vrtby na Hrádku Červeném a Mikuláš Vojkovský z Vojkova a z Milhostic a na Osečanech
- 1585 1589/1590 Heřman [Říčanský] z Říčan na Kosově Hoře a Oldřich Myška ze Žlunic na Kamýku
- 1590/1591 Mikuláš [Říčanský] z Říčan na Beztahově a Bernart Velemyský z Velemyšlovsi na Týnci nad Sázavou
- 1593/1594 Hynek z Roupova na Janovicích a Přech Hodějovský z Hodějova na Milivském klášteře
- 1596/1597 Heřman [Říčanský] z Říčan na Kosově Hoře a J.M.C. rada Přech Hodějovský z Hodějova na Tloskově a Milivštěch
- 1597/1598 Jan z Vrtby na Červeném Hrádku, Jan Jiří z Švamberka a Oldřich Myška ze Žlunic na Kamýku
- 1598/1599 Jan z Vrtby, Zdeněk [Vojtěch] z Lobkovic a Adam Velemyský z Velemyšlovsi na Olbramovicích
- 1599/1600 Heřman [Říčanský] z Říčan na Kosově Hoře a J.M.C. rada Kryštof Vojkovský z Milhostic [a z Vojkova] na Voračicích
- 1600/1601 Jan z Vrtby na Červeném Hrádku 1600 Adam Velemyský z Velemyšlovsi na Olbramovicích
- 1602/1603 Heřman nejstarší [Říčanský] z Říčan na Kosově Hoře a JMC rada Adam Velemyský z Velemyšlovsi na Olbramovicích
- 1603/1604 Jan z Vrtby na Jindřichovicích a Diviš Černín z Chuděnic na Nedrahovicích
- 1604/1605 Heřman nejstarší [Říčanský] z Říčan na Kosově Hoře a JMC rada Vilém Černín z Chuděnic na Trkově
- 1605/1606 Jan z Talmberka na Smilkově a Humprecht Černín z Chuděnic na Prčici
- 1606/1607 Sezima z Vrtby na Janovicích a Adam Velemyský z Velemyšlovsi na Olbramovicích
- 1607/1608 Jan z Talmberka a Diviš Černín [z Chuděnic]
- 1608/1609 Sezima z Vrtby na Vrchotových Janovicích a Oulehli a Humprecht Černín z Chuděnic na Prčici
- 1609/1610 Jiří z Talmberka na Jankově a Nemyšli a JMC rada Diviš Černín z Chuděnic na Drahonicích
- 1610/1611 Sezima z Vrtby, Vilém Litvín [Říčanský] z Říčan a Humprecht Černín z Chuděnic na Prčici
- 1611/1612 Jan z Říčan a Vilém Černín
- 1612/1613 Vilém [Litvín] mladší [Říčanský] z Říčan na Kosově Hoře a Maximilián Velemyský z Velemyšlovsi na Obděnicích
- 1613/1614 Sezima z Vrtby na Vrchotových Janovicích a Křešicích a Ctibor starší Vrchotický z Loutkova na Přestavlcích
- 1614/1615 Vilém [Litvín] mladší [Říčanský] z Říčan na Kosově Hoře 1625 Ladislav Vratislav z Mitrovic na Nelžejovicích 1626
- 1615/1616 Sezima z Vrtby na Vrchotových Janovicích a Křešicích a JMC rada Adam Řepický z Sudoměře na Běšinech a Hubenově
- 1616/1617 Smil [Hodějovský] z Hodějova, Vilém [Litvín] mladší [Říčanský] z Říčan na Kosově Hoře a Jan mladší [Říčanský] z Říčan na Kosově Hoře, Staré Červené Řečici a Novém Rychnově a Ctibor nejstarší Vrchotický z Loutkova na Přestavlcích[7]
- 1658–1666 Václav Karel Čabelický ze Soutic
- 1667–1676 Ferdinand František z Vrtby
- 1685–1686 Jan Jiří z Radče[8]
- 1686–1689 Ferdinand František z Vrtby